# BIM Collaboration Format
Das BIM-Kollaborationsformat (.bcf) ist ein offen dokumentiertes Kommunikationsmittel, das speziell für die Bauwirtschaft von buildingSMART entwickelt und unter CC BY-ND 4.0 lizenziert wurde.

## Beschreibung

bcf-Dateistruktur zur Veranschaulichung der technischen Umsetzung der Kommentardatei für den Informationsaustausch

Das Kommunikationsmittel wurde speziell für die Koordination und Kommunikation zwischen Akteuren auf Basis von (3D) BIM-Modellen entwickelt, kann aber auch ohne Referenz auf solche Modelle genutzt werden. Konzeptionell ist es am ehesten mit „Revisionwolken“ oder Kommentaren in der konventionellen 2D-Planungskoordination vergleichbar. Generell dient es der Strukturierung und Dokumentation der digitalen Kommunikation zwischen den beteiligten Akteuren unter Referenzierung zugrundeliegender BIM-Modelle. Dadurch können verschiedene Parteien während der Planungs-, Bau- und Betriebsphase eines Bauwerks Koordinationsanfragen (auch „Issues“ genannt) stellen, Pendenzen verwalten und Problemstellungen gemeinsam lösen. 
Das Dateiformat ist von den zugrundeliegenden BIM-Modellen unabhängig austauschbar, aber über die GUID mit den Modellelementen verknüpft. Dieser Bezug zu den BIM-Modellen bei gleichzeitiger unabhängiger Verwendbarkeit ermöglicht die Kommunikation zwischen verschiedenen Akteuren mit verschiedenen Softwaresystemen und Standorten.

## Technische Umsetzung
Die Kommunikation erfolgt dabei entweder über den Austausch über das Dateiformat .bcfzip oder über RESTful-Services, mit deren Hilfe die Kommunikation zwischen einer Client-Anwendung mit einem zentralen Serverdienst synchronisiert werden kann.
Für den Austausch mittels .bcfzip-Dateien (entspricht ZIP-Datei) werden die einzelnen Bestandteile eines Kommentars beim Export aus dem Autorentool in einem Container zusammengefasst (siehe Abbildung). Das Austauschformat basiert auf XML- und PNG-Dateien, wobei standardmäßig jeweils eine XML-Datei mit dem Namen 'viewpoint.bcf' und eine mit dem Namen 'markup.bcf' sowie eine PNG-Datei mit dem Namen 'snapshot.png' vorhanden sind. 
Aktuell (2022) ist die Version bcf v3.0 offiziell verfügbar. Die meisten gängigen Tools unterstützen jedoch erst die Version 2.1.

## Implementierung in Tools
Eine Vielzahl von Tools und Plattformen unterstützt das bcf-Format für die modellbasierte Kommunikation standardmäßig. Generell hat sich bei der Umsetzung des bcf-Standards am Markt der Begriff „Issue“ im Zusammenhang mit dem Austausch von BCFs durchgesetzt, was sich an der Begriffsnutzung durch viele Toolhersteller zeigt. Der Begriff ist an sich generisch und kann selbst wieder in Unterkategorien aufgeteilt werden. Gängige Kategorien für einen Issue sind: Fehler, Problem, Aufgabe, Kollision, Anmerkung.